# Fernand Audier
Pour les articles homonymes, voir Audier.
Cet article possède un paronyme, voir Fernand Aubier.
Fernand Audier (Grenoble, 16 septembre 1897 - Brinon-sur-Sauldre, 8 décembre 1967) est un compositeur français de musiques de film.

## Filmographie
en tant que chef d'orchestre
- 1934 : La Porteuse de pain
- 1935 : La Cathédrale de Strasbourg (court métrage) en collaboration avec Claude Delvincourt
- 1936 : Samson
- 1936 : Cœur de gueux
- 1936 : Pluie d'or
- 1937 : Police mondaine

en tant que compositeur de musique
- 1936 : Irma Lucinde, voyante
- 1939 : Le Château des quatre obèses
- 1939 : L'Étrange Nuit de Noël

## Carrière militaire
Il s'engage le 1er juillet 1940 dans les forces françaises libres sous le pseudonyme d'Arenne. Capitaine à la 13e demi-brigade de Légion étrangère, il sert ensuite en Afrique française libre jusqu'en juin 1945.